# ناثانيل إف. وليامز
ناثانيل إف. وليامز (بالإنجليزية: Nathaniel F. Williams)‏ هو عسكري أمريكي، ولد في 1782 في Roxbury, Boston ‏ في الولايات المتحدة، وتوفي في 1864 في بالتيمور في الولايات المتحدة.